# جيرالدو ريفيرا
جيرالدو ريفيرا (بالإنجليزية: Geraldo Rivera) هو صحفي ومحامي أمريكي.

## وصلات خارجية
- جيرالدو ريفيرا على موقع IMDb (الإنجليزية)
- جيرالدو ريفيرا على موقع الموسوعة البريطانية (الإنجليزية)
- جيرالدو ريفيرا على موقع إن إن دي بي (الإنجليزية)
- جيرالدو ريفيرا على موقع قاعدة بيانات الفيلم (الإنجليزية)